# Histoire du Nigeria

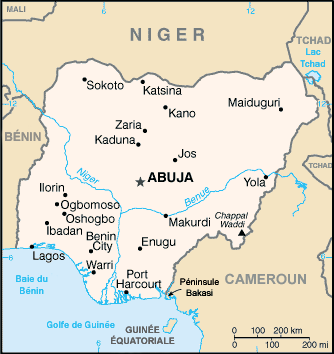
Nigeria actuel.

L’histoire du Nigeria remonte à la préhistoire. Au IXe siècle, les premières institutions politiques connues se développent et étendent leur emprise.
De 900 à 1500, le territoire de l’actuel Nigeria était divisé en plusieurs États correspondant peu ou prou aux actuels groupes ethniques, dont les royaumes yoruba, le royaume ibo de Nri, le royaume edo du Bénin, les royaumes haoussa et les Nupe. De nombreux petits États au sud et à l’ouest du lac Tchad furent absorbés. Le Bornou, d’abord province occidentale du royaume de Kanem, devint indépendant à la fin du XIVe siècle. D’autres États ont probablement existé, mais ne sont pas encore formellement attestés.
Le pays est placé sous protectorat du Royaume-Uni à partir de 1886, baptisé Nigeria d'après le fleuve Niger, et accède au statut de colonie en 1914.
Le Nigeria accède à l'indépendance en 1960. Le pays devient pendant quelques décennies le théâtre de coups d’État et de guerres civiles, avec quelques périodes démocratiques. Un régime démocratique fragile s'installe en 1999. Le pays le plus peuplé (220 millions de Nigerians en 2024) d'Afrique devient aussi une nation particulièrement dynamique, d'un point de vue culturel et économique.

## Préhistoire

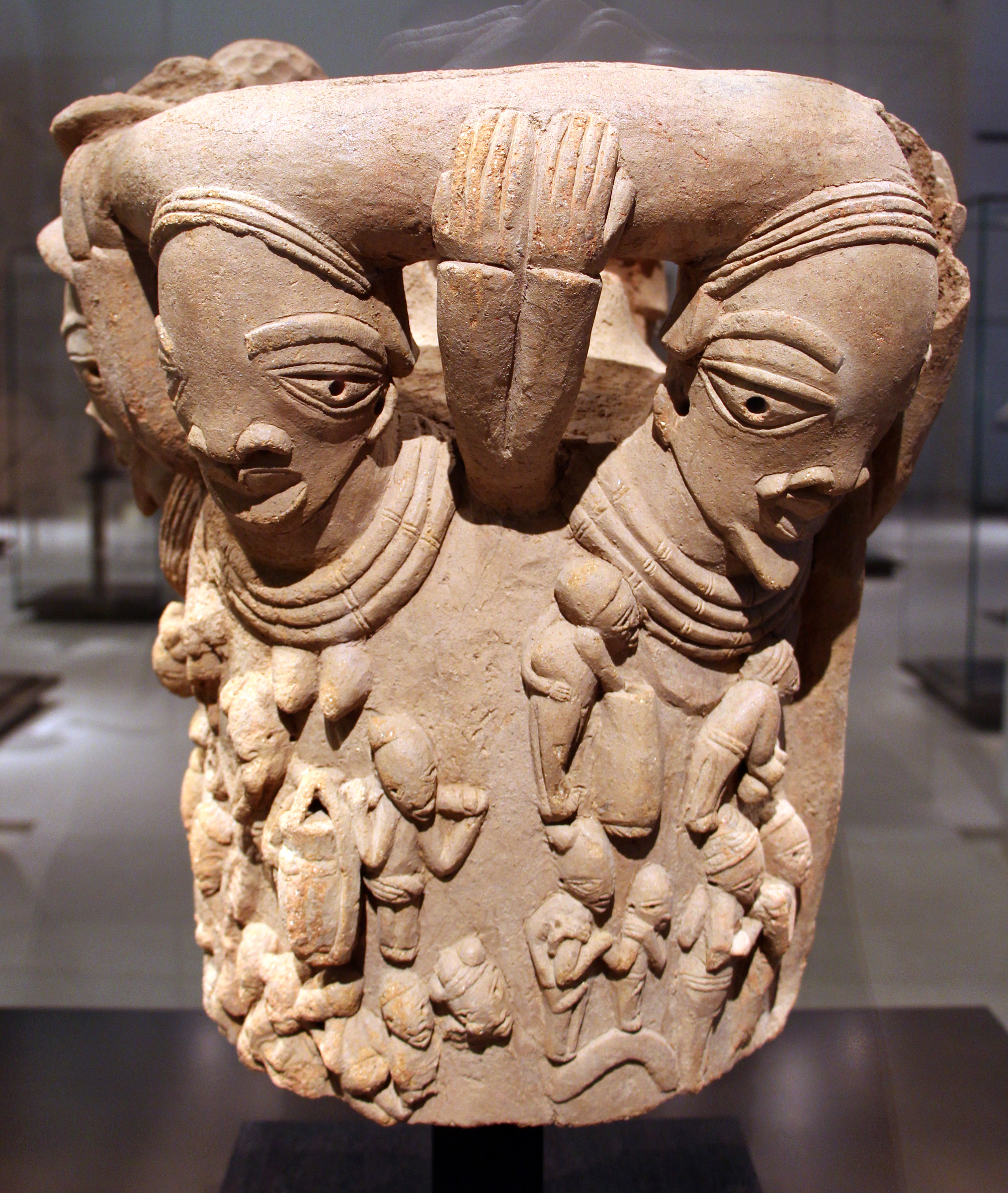
Figure composite nok en terre cuite.

Dans les forêts du sud-ouest du Nigeria, des restes humains parmi les plus anciens d'Afrique ont été découverts par Charles Thurstan Shaw en 1965, dans un abri sous roche à Iwo Eleru. Ces restes humains ont été datés entre 16000 av. J.-C. et 12000 av. J.-C.. Il semble notamment que les humains vivaient dans les forêts tropicales il y a 14 000 ans, comme le démontre le site d'Iho Eleru.
D'autres recherches archéologiques témoignent également d’un peuplement du sud-ouest du Nigeria vers 9000 av. J.-C., et peut-être encore plus tôt à Okigwe, dans le sud-est du pays. Les éleveurs du IVe millénaire av. J.-C. pratiquent la céramique et la microlithique. Au sud, les populations de chasseurs-cueilleurs se sédentarisent et commencent à vivre de l’agriculture autour du Ier millénaire av. J.-C. Le travail du fer est attesté au IIe siècle av. J.-C.
La première civilisation connue au Nigeria est la civilisation Nok, apparue environ en 1000 av. J.-C. sur le plateau de Jos, au nord-est du pays,.

## De 500c à 1800c: premières civilisations connues

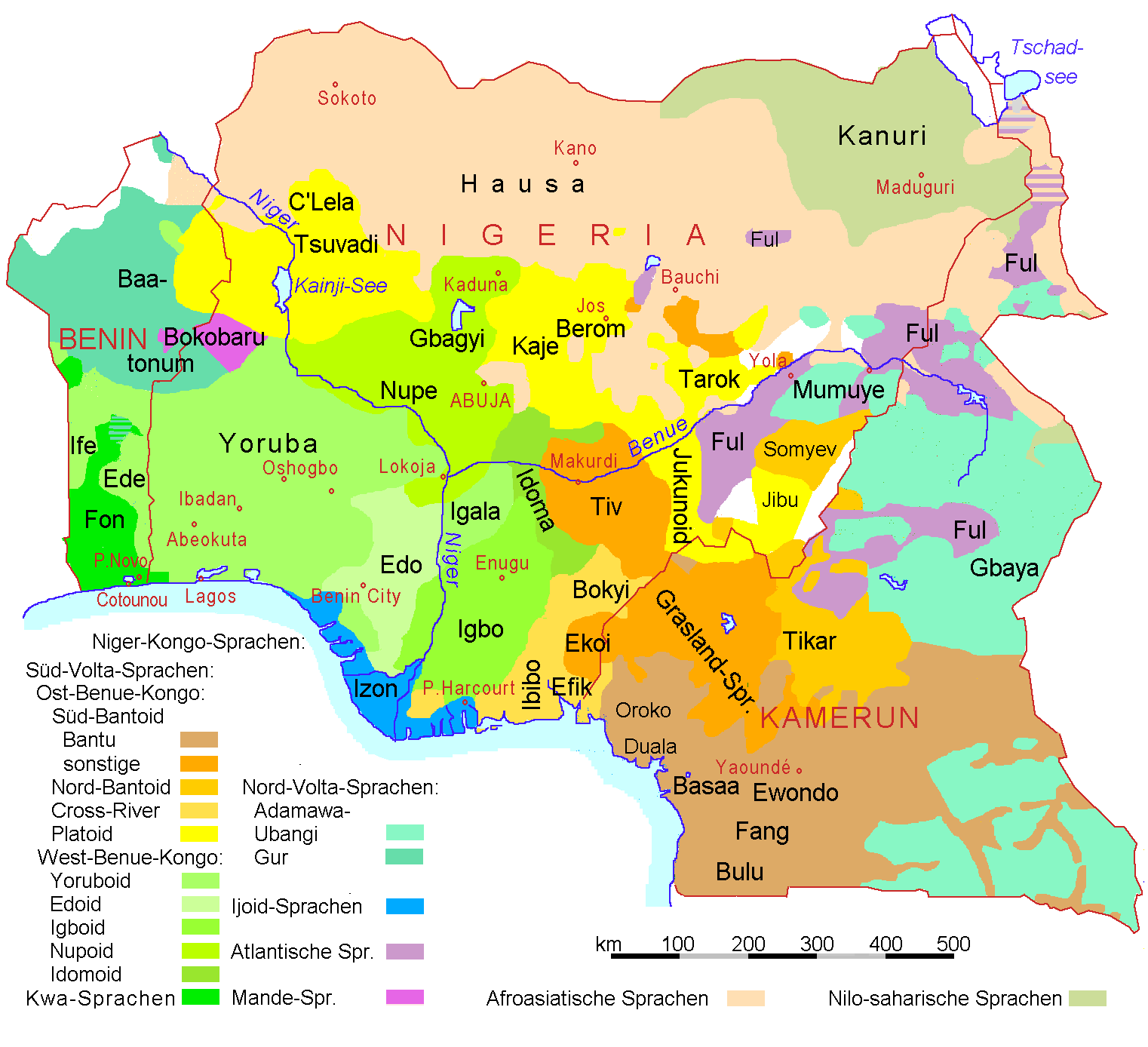
Langues Bénin-Nigeria-Cameroun (vers 2004).

De 900 à 1500, le territoire de l’actuel Nigeria était divisé en plusieurs États correspondant peu ou prou aux actuels groupes ethniques, dont les royaumes Yoruba, le royaume Ibo de Nri, le royaume Edo du Bénin, les royaumes haoussa et les Nupe. De nombreux petits États au sud et à l’ouest du lac Tchad furent absorbés. Le Bornou, d’abord province occidentale du royaume de Kanem, devint indépendant à la fin du XIVe siècle. D’autres États ont probablement existé, mais ne sont pas encore formellement attestés.
- Histoire du Nigeria avant 1500 (en)
- Royaume de Nri (Igbo: Ọ̀ràézè Ǹrì)
- Sites archéologiques au Nigeria

### Royaumes Yoruba
Les Yoruba furent le premier groupe dominant la rive ouest du fleuve Niger. D’origines diverses, ils sont issus de plusieurs vagues de migrations. Les Yoruba étaient organisés en plusieurs clans patrilinéaires qui formaient des communautés villageoises et vivaient de l’agriculture. À partir du XIe siècle, les villages adjacents se regroupèrent en de multiples villes-États. Cette urbanisation s’accompagna d’un florissement artistique (statues en ivoire et en terre cuite, objets en métal). Les Yoruba vénéraient une multitude de dieux, à la tête desquels se trouvait une divinité impersonnelle, Olodumare ou Olorun. Oduduwa était vénéré comme le créateur de la Terre et l’ancêtre des rois. Selon la légende, il fonda Ife et chargea ses fils d’établir d’autres villes, où ils régnèrent en tant que prêtres-rois. L'Empire d'Ife se trouvait au centre de plus de 400 cultes aux dimensions politiques autant que religieuses.

### Royaumes d’Oyo et du Benin

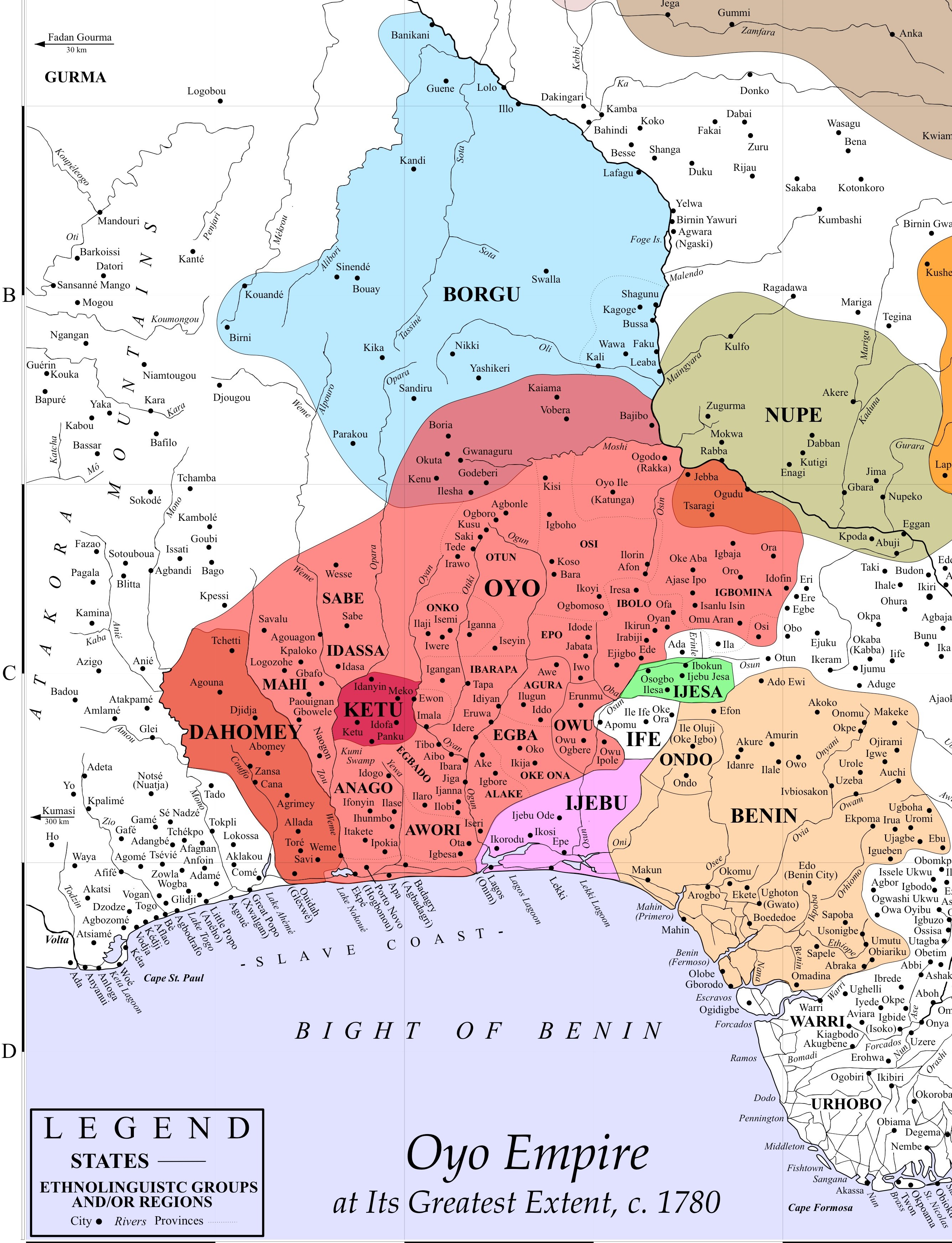
Empire Oyo vers 1780.

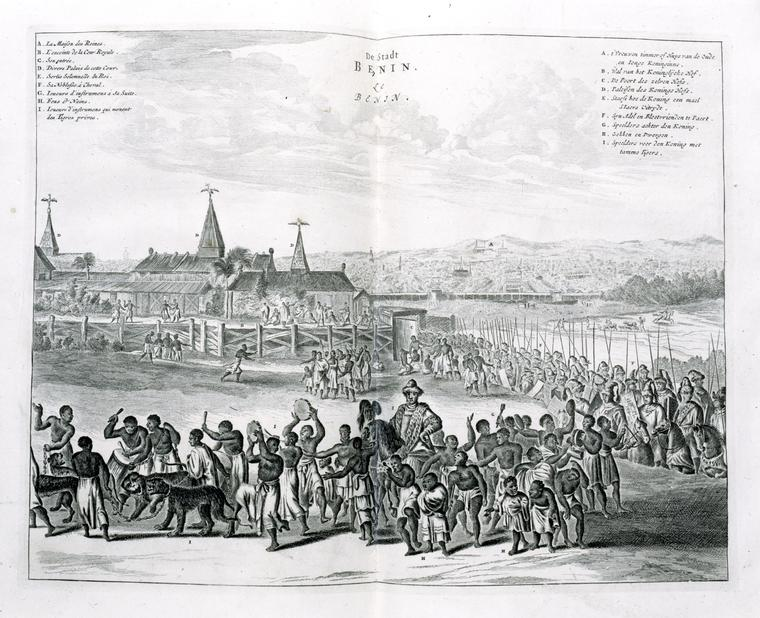
La ville de Benin (Olfert Dapper, 1686)

Au XVe siècle, l'Empire d'Oyo et celui du Bénin dépassèrent Ife sur le plan politique et économique, tandis que cette dernière gardait son statut de centre religieux. Oyo adopta le modèle gouvernemental d’Ife, avec un membre de la dynastie au pouvoir contrôlant plusieurs villes-États plus petites. Un conseil nommait le roi et surveillait ses actes. La capitale était située à environ 100 km de l’actuelle ville d’Oyo. Contrairement aux royaumes Yoruba dont la végétation était essentiellement forestière, l’Oyo était couvert de savane et son armée développa une puissante cavalerie, ce qui lui permit d’affirmer son hégémonie sur les royaumes Nupe et Borgou adjacents et d’ouvrir des routes commerciales vers le nord.
Les Yoruba installèrent une communauté dans la zone edophone à l’est d’Ife, qui en devint dépendante au début du XIVe siècle. Au siècle suivant, elle devint un centre commercial indépendant, bloquant l’accès d’Ife à la côte. Le roi détenait le pouvoir politique et religieux, et la tradition en faisait un descendant de la dynastie d’Ife.

### Royaumes du nord
Le commerce fut la source de l’émergence de communautés organisées au nord du pays, recouvert par la savane. Les habitants préhistoriques de la lisière du désert s’étaient trouvés largement dispersés au IVe millénaire av. J.-C., lorsque la dessiccation du Sahara commença. Des routes commerciales transsahariennes reliaient l’ouest du Soudan à la mer Méditerranée depuis l’époque de Carthage, et au Nil supérieur depuis des temps bien plus reculés. Ces voies de communication et d’échanges culturels subsistèrent jusqu’à la fin du XIXe siècle. C’est par ces mêmes routes que l’islam se répandit en Afrique de l'Ouest à partir du IXe siècle.
Une lignée d’États dynastiques, dont les premiers États Haoussa, s’étirèrent à travers l’ouest et le centre du Soudan. Les plus puissants parmi ces États furent l’empire du Ghana l’empire de Gao et le royaume de Kanem, qui se trouvaient à l’extérieur des frontières actuelles du Nigeria mais qui en ont subi l’influence. Le Ghana commença à décliner au XIe siècle. L’empire du Mali lui succéda, qui consolida la plus grande partie du Soudan occidental au cours du XIIIe siècle. À la chute du Mali, un chef local nommé Sonni Ali fonda l’empire songhaï, qui s’étendait sur le centre du Niger et l’ouest du Soudan. Il prit ainsi le contrôle du commerce transsaharien, basant son régime sur les revenus du commerce et la coopération avec les marchands musulmans. Sonni Ali prit Tombouctou en 1468 et Jenne en 1473. Son successeur, Askiya Mohammed Touré, fit de l’Islam la religion officielle de l’empire, bâtit des mosquées et fit venir des scientifiques musulmans à Gao.
Bien que ces empires n’eurent que peu d’influence politique sur le Nigeria avant 1500, leur impact culturel et économique fut considérable et se renforça au XVIe siècle au fur et à mesure que l’islam se répandit. Tout au long du XVIe siècle, la plus grande partie du nord du Nigeria payait un tribut à l’empire Songhaï ou à l’empire Bornou.

### Royaume de Kanem-Bornou
L’histoire de Bornou est étroitement associée à celle du royaume de Kanem, qui marque de son emprise le bassin du lac Tchad au XIIIe siècle. Le royaume de Kanem s’est étendu à l’ouest pour inclure la région qui allait devenir Bornou. Le roi de Kanem et sa cour avaient adopté l’Islam au XIe siècle, ce qui a eu pour effet de renforcer les structures politiques et sociales de l’État. De nombreuses coutumes antérieures subsistèrent cependant et les femmes, par exemple, conservèrent une grande influence politique.
Le Kanem étendit peu à peu son influence sur Bornou. Traditionnellement, l’administration de Bornou était confiée à l’héritier du trône pendant sa période de formation. Au XIVe siècle, des conflits dynastiques forcèrent le roi et ses suivants à s’installer à Bornou, où les Kanuri émergèrent en tant que groupe ethnique entre la fin du XIVe et le début du XVe siècle. La guerre civile qui secoue Kanem au cours de la seconde moitié du XIVe siècle permet à Bornou de regagner son indépendance.
La prospérité de Bornou repose notamment sur le commerce d’esclaves à travers le Soudan ainsi que le commerce du sel et de bétail. La nécessité de protéger ses intérêts commerciaux incite Bornou à intervenir à Kanem, qui continuait à être le théâtre de batailles tout au long du XVe et au début du XVIe siècle. Malgré sa relative faiblesse politique, les cours et les mosquées de Bornou, patronnées par une lignée de rois érudits, étaient des centres de culture et d’enseignement islamiques réputés.

### États Haoussa
Au XIe siècle, quelques États Haoussa comme Kano, Katsina et Gobir se sont développés en villes fortifiées, actives dans le commerce et la production de biens. Jusqu’au XVe siècle, ces petits États se situent à la périphérie des grands empires soudanais de l’époque. Ils subissent la pression constante de l’empire songhaï à l’ouest et de royaume du Kanem-Bornou à l’est, à qui ils payent un tribut. Les conflits armés ont généralement des motivations économiques, comme lorsque la coalition haoussa mène une guerre contre Jukun et Nupe au centre de la région, pour ramener des esclaves ou contrôler les routes de commerce.
L’Islam est introduit chez les Haoussa par les caravanes. La chronique de Kano rapporte la conversion de la dynastie régnante de Kano par des clercs venus du Mali, témoignant de l’influence malienne loin à l’est. L’acceptation de l’Islam est progressive, et les croyances animistes subsistent longtemps dans les campagnes. Kano et Katsina, grâce à la réputation de leurs écoles et de leurs mosquées, prennent une part importante à la vie intellectuelle et culturelle du monde musulman. Les Peuls (anglais : Fulani ; peul : Fulɓe), originaires de la vallée du fleuve Sénégal, commencent à intégrer le royaume Haoussa vers le XIIIe siècle.

## Période pré-coloniale (1472-1800)
- Histoire du Nigeria avant 1500 (en)
- Histoire du Nigeria (1500-1800) (en)

### Premiers explorateurs européens et commerce d'esclaves
L'esclavage est une histoire ancienne, en Afrique comme ailleurs. Il faut distinguer le statut d'esclave, de la mise en place d'échange ou de commerce d'esclave, la traite esclavagiste. Dans l'Antiquité, l'esclave n'est pas défini par sa couleur de peau : chez les Grecs par exemple, tout «barbare» ou «non-civilisé» pouvait être réduit au statut d'esclave. Les Grecs ont réduit d'autres Grecs au statut d'esclaves, les Romains ont eu des Grecs comme esclaves, mais, pendant la période romaine, une grande partie des esclaves étaient issues du nord de l'Europe. La traite esclavagiste a souvent résulté, initialement, de guerres : les prisonniers de guerres servaient comme esclaves. Un des montages les plus anciens et les plus connus de traite d'esclave, concernant l'Afrique, est le « baqt » : ce pacte de paix est conclu en 652 entre le royaume nubien copte de Makurie d'une part, et l'Égypte d'autre part. Ce pacte prévoit notamment la fourniture chaque année par la Nubie d'environ 400 esclaves en échange de farine, de vêtements et de chevaux fournis par l’Égypte,.

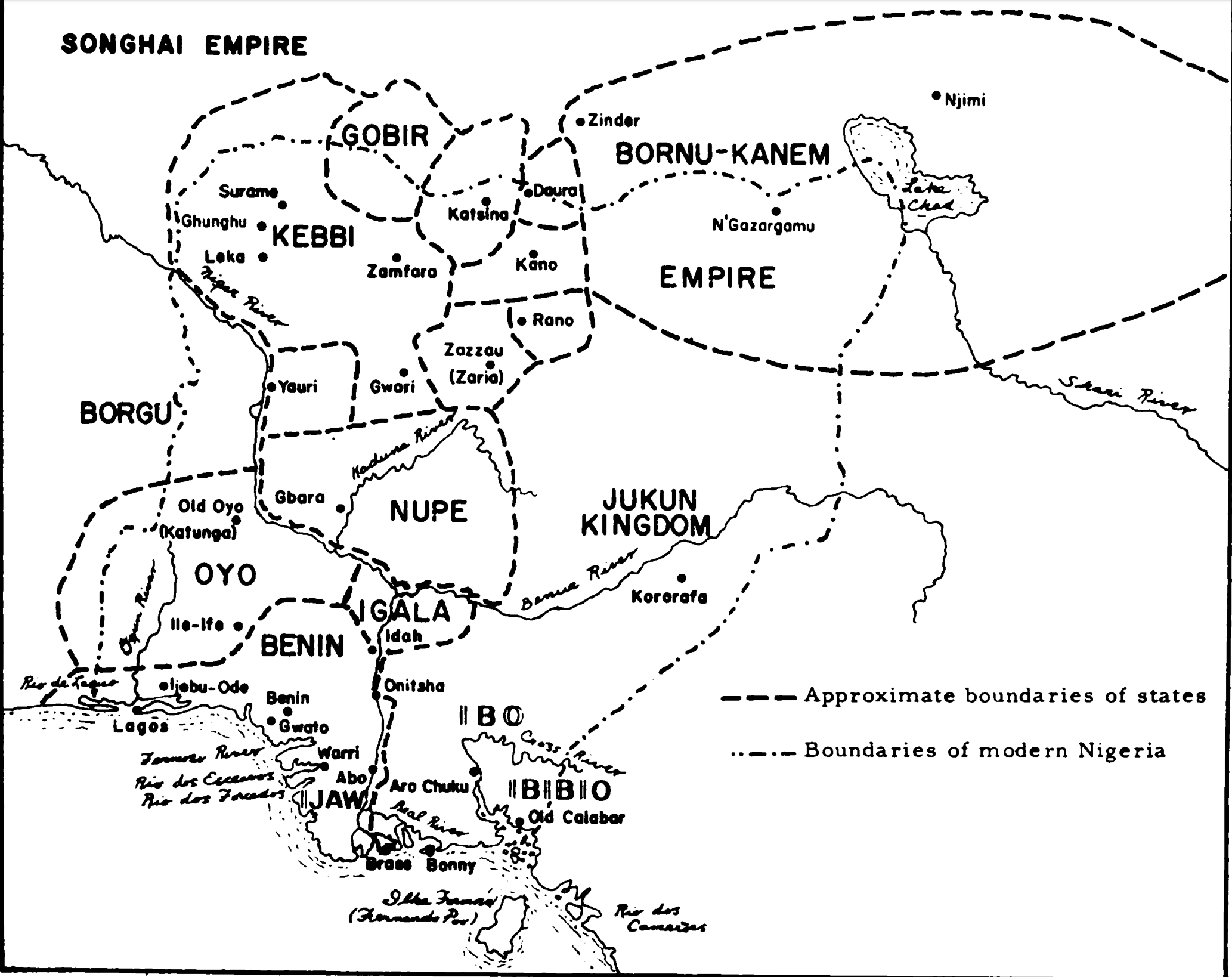
États de la région vers 1500-1600

La traite esclavagiste prend une dimension plus large avec les Portugais au XVe siècle. Un navire portugais accoste dans le golfe du Bénin en 1472, initialement attiré par le commerce de l'or. Mais bien vite, une traite des esclaves se met en place, vers la péninsule ibérique puis à travers l'océan Atlantique vers le Brésil par exemple (le Brésil est une colonie portugaise à partir du XVIe siècle). Des comptoirs sont fondés le long de la côte africaine, notamment la ville de Lagos. À l'origine occupé par une tribu du peuple Yoruba, le site de Lagos est constitué d'un ensemble d'îles dans une lagune abritée de l'océan Atlantique, au bord du golfe du Bénin. Lagos devient un centre majeur de la traite des esclaves au cours du XVIIIe siècle. Les Anglais suivent, puis les Français. Rapidement, du XVIIe au XIXe siècle, le trafic d'êtres humains par des marchands européens supplante tous les autres commerces de la côte, dans le golfe de Guinée. En France, le ministre Colbert participe à l'élaboration du Code noir (1685)(la traite atlantique concerne exclusivement les Noirs), au XVIIe siècle,un texte juridique précisant le statut des esclaves.
En 1807, les Britanniques interdisent le commerce des esclaves. Cette décision de mettre fin aux traites négrières s'explique à la fois par la montée du capitalisme industriel qui privilégie une forme de travail basée sur le salariat, et par les idées du siècle des Lumières. Les États-Unis emboîtent le pas à cette décision britannique en 1808, puis la France, par le décret du 29 mars 1815 confirmé par la suite par l'ordonnance royale du 8 janvier 1817 et la loi du 15 avril 1818. Après les traites négrières, ces trois pays abolissent respectivement l'esclavage en 1833, 1860 et 1848. Mais la traite continue encore, de façon moindre, en Afrique de l'Ouest, en partie de manière clandestine et en partie par une tolérance accordée pendant plusieurs décennies à l'Espagne. Par contre, l'Afrique de l'Ouest dont le Nigeria, ne constitue plus le plus important marché négrier au XIXe siècle (le sultanat de Zanzibar, à l'est de l'Afrique, se substitue à cette région).

## Période coloniale britannique (1800c-1960)
C'est seulement à partir de 1790 que les Anglais commencent à explorer le territoire du delta du Niger. L’Anglais Mungo Park est le premier Européen à remonter jusqu'à Tombouctou.

### Expansionnisme britannique

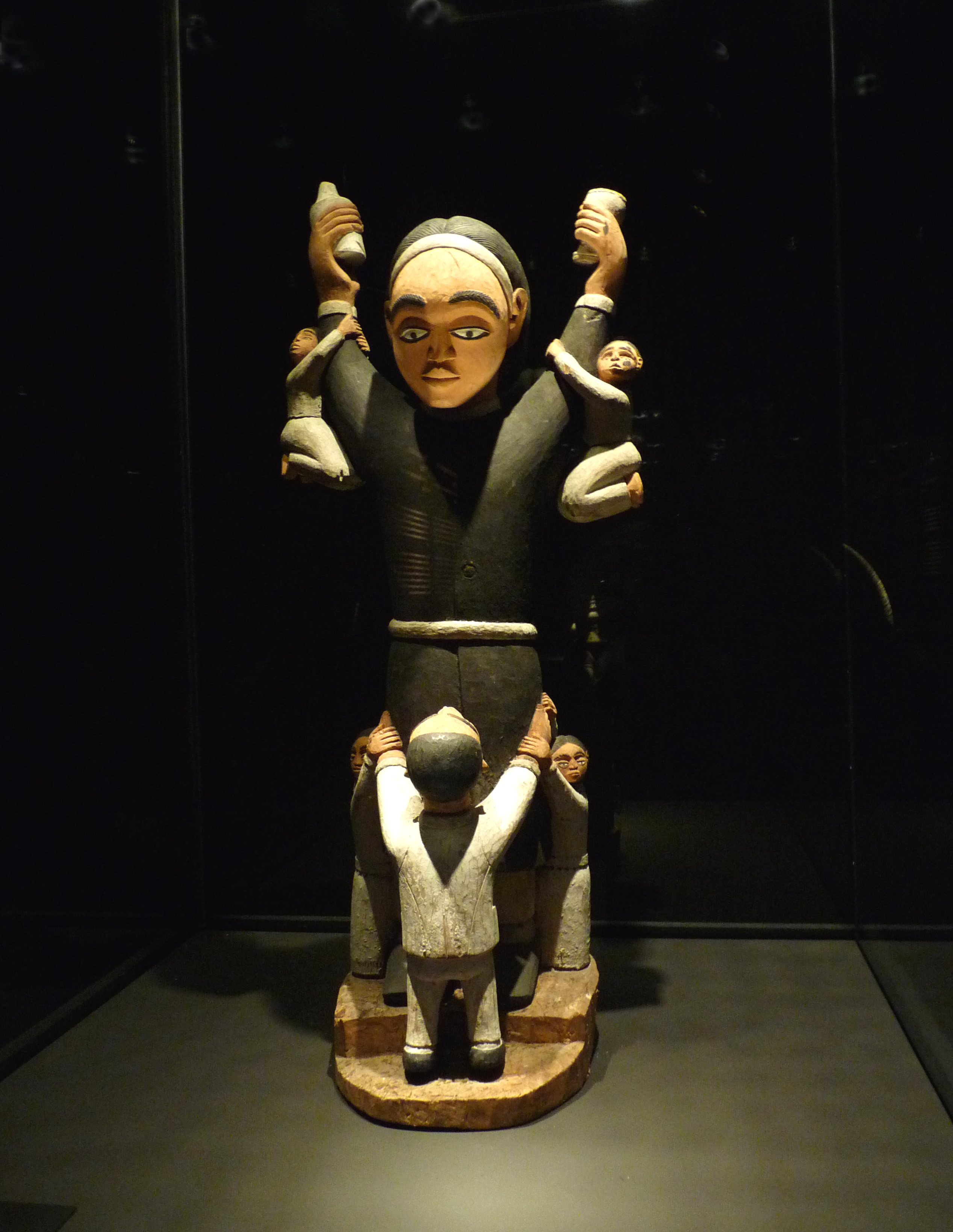
Africains en costume occidental entourant un moine (2e moitié du XIX)

Par le biais des activités commerciales, les Britanniques explorent l'intérieur des terres et établissent des comptoirs.
En 1861, les Britanniques prennent le contrôle de Lagos, ancien port de commerce d'esclave fondé par la portugais, dont ils font une colonie.
En 1875, le Britannique George Taubman Goldie reprend une petite maison de commerce établie sur le fleuve Niger à partir de laquelle il fonde un empire commercial baptisée United African Company en 1879. Il entreprend une guerre commerciale agressive envers ses concurrents qu'il élimine les uns après les autres. En novembre 1884, il est le maître du Bas-Niger.

#### Conférence de Berlin, conséquences (1884-1885)
La conférence de Berlin (1884-1885) sur le partage de l'Afrique entérine la domination britannique sur la région, alors que Goldie, une fois assuré du contrôle militaire des berges du fleuve par le biais de canonnières, constitue un vaste réseau commercial s'étendant à l'intérieur des terres. À la fin de l'année 1884, il avait conclu plus de 37 traités avec les chefs de tribus africaines stipulant que les signataires cédaient à jamais l'ensemble de leur territoire à la National African Company et à ses descendants tout en leur assurant le monopole commercial.
La compagnie de Goldie fonctionnait dorénavant comme un gouvernement de facto et il ne lui restait plus qu'à obtenir une charte royale, laquelle fut accordée le 10 juillet 1886 mettant au jour la Compagnie royale du Niger. Si cette dernière ne pouvait prétendre finalement à un monopole commercial sur le fleuve Niger, elle avait droit de prélever des taxes et des droits de passage sur tous les navires transitant sur le fleuve.

#### Protectorat britannique (1900-1960)
Deux autres compagnies avaient également bénéficié de charte royale pour administrer le sud du territoire, la Oil rivers protectorate et la Niger Coast Protectorate.
En 1894, Frederick Lugard est envoyé par la compagnie royale du Niger à Borgu pour conclure des traités avec plusieurs chefs de tribus plaçant leurs chefferies sous la souveraineté britannique. Lugard est ensuite chargé par le gouvernement britannique d'assurer la protection de la région de Lagos contre les Français, susceptibles d'attaquer les positions britanniques.

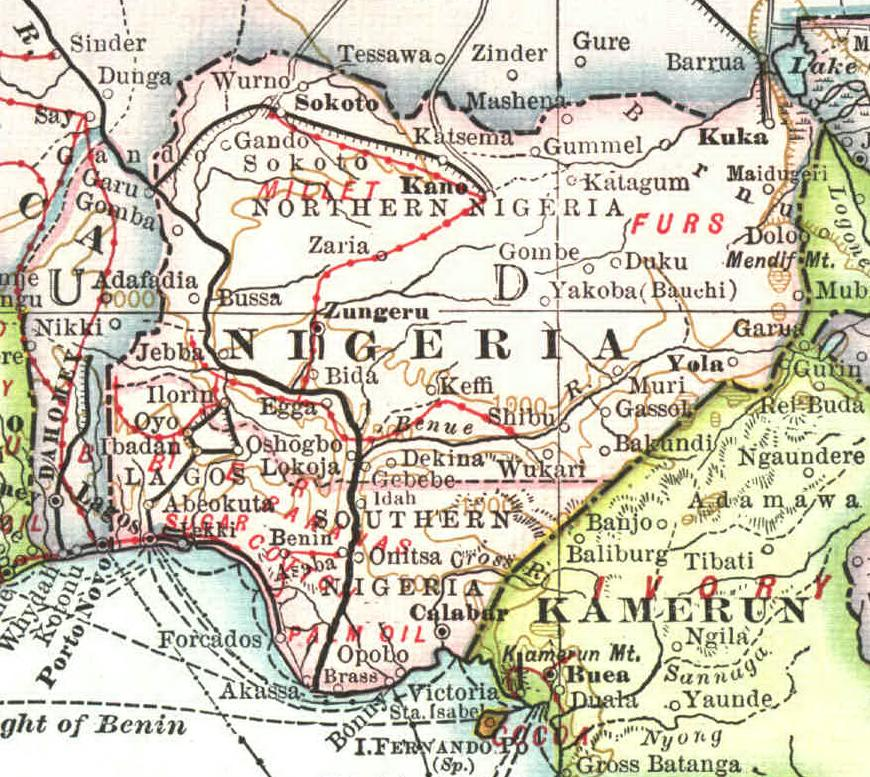
Le territoire du Nigeria en 1909

En 1899, le gouvernement britannique rachète la compagnie du Niger et procède aux transferts de compétence pour créer le protectorat de la Côte du Niger comprenant le delta du Niger rattaché à la région du Bas-Niger. L'ensemble est rebaptisé protectorat du Nigeria du Sud. Le nom de Nigeria en référence au fleuve Niger et qui signifie « noir » est préféré à celui de "Negretia" et à celui de "Goldésie" après que George Taubman Goldie eut refusé que son patronyme soit donné au territoire.
Le territoire du Nigeria du Nord est alors administré par Lugard en tant que haut-commissaire britannique avec pour mission de faire accepter des traités d'allégeance aux sultans de Sokoto et de Fula. En 1901, le territoire de Nigeria du Nord est placé sous l'autorité du Royaume-Uni. L'esclavage, qui y était encore pratiquée par les tribus locales, est immédiatement aboli. En 1903, la région est entièrement soumise en dépit de quelques soulèvements sporadiques impitoyablement réprimés par les troupes de Lugard.
En 1906, la colonie de Lagos est intégrée au protectorat du Protectorat du Nigeria du Sud dont elle devient la capitale administrative.

### Colonie britannique (1914-1960)

Drapeau colonial du Nigeria

Le Nigeria du Nord et celui du Sud sont groupées dans la nouvelle colonie du Nigeria en 1914. Son premier gouverneur est alors Frederick Lugard. Sur le plan administratif, le pays reste toutefois divisé entre les provinces du Nord et du Sud. L'éducation occidentale et les entreprises se développent beaucoup plus rapidement au Sud qu'au Nord, créant ainsi un clivage Nord/Sud qui va perdurer.
Les décisions des autorités coloniales, et surtout l'imposition de taxes, sont plusieurs fois mal acceptées. Ainsi, éclate en 1929 une «Guerre des femmes» qui secoue cette administration britannique. De même dans les années 1950, dans la ville d'Abeokuta se forme l'union des femmes d'Abeokuta sous la direction de Funmilayo Ransome-Kuti qui parvient à faire plier le gouvernement colonial : le roi Alake, Ademola II, qui était encore une autorité reconnue par les Britanniques, est contraint à l'exil, les femmes sont libérées des taxes et elles obtiennent le droit de siéger dans les instances locales.
En 1952, le Nigeria compte 34 millions d'habitants dont 12 000 colons anglais et 250 différentes tribus ethniques. Il est déjà le pays le plus peuplé d'Afrique et avec ses 967 000 km2, la plus grande colonie anglaise.
En réponse au nationalisme montant surgi après la Seconde Guerre mondiale, les Britanniques dotent le pays d'un gouvernement représentatif en 1951 puis d'une constitution fédérale en 1954.

## Depuis l'indépendance (1960-présent)

### Indépendance et présidence de Nnamdi Azikiwe (1960-1966)

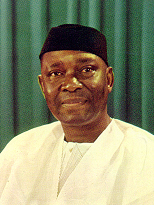
Nnamdi Azikiwe

Le Nigeria proclame son indépendance le 1er octobre 1960. Le 7 octobre 1960 le pays est admis à l'ONU.
Nnamdi Azikiwe (1904-1996), jusqu'alors gouverneur de l'Est, l'une des trois provinces nigérianes depuis la constitution Lyttleton de 1954, devient d'abord gouverneur général du Nigéria le 16 novembre 1960 puis président en 1963 lors de la proclamation de la République. À la suite d'un référendum en février 1961, une partie du Cameroun britannique, le Cameroun septentrional vient agrandir ce pays,.
Le Nigeria dispose déjà, en 1960, d'atouts économiques significatifs. C'est par exemple le premier producteur mondial d'huile de palme, le plus gros exportateur d'arachides, le troisième producteur mondial de cacao (après le Ghana et le Brésil), et un important producteur de coton. L'exploitation des gisements de pétrole commence. La production minière également repose sur l'étain du plateau de Jos, et le charbon d'Enugu.
Par contre, dès l'indépendance, des tensions ethniques se font sentir dans le pays. Ces tensions concernent les principaux groupes ethniques que l'on retrouve dans les provinces autonomes établies en 1954 : 
- Les Ibos, ethnie du pouvoir en place, installée majoritairement à l'Est et composée majoritairement de chrétiens et d'animistes.
- Les Peuls et Haoussas, ethnie peuplant le Nord du pays et composée majoritairement de musulmans. Le recensement de 1963 compte 55 millions d'habitants dont 30 millions de Peuls et d'Haoussas, ce qui donne la majorité absolue au Nord[14].
- Les Yorubas, ethnie peuplant l'Ouest du pays, composée à la fois de musulmans et de chrétiens.

Le royaume du Nigéria devient une république le 1er octobre 1963. L'ancien gouverneur général, devenu président de la République, Nnamdi Azikiwe, d'origine Ibo, nomme comme premier ministre Alhaji Abukabar Tafawa Balewa. La première constitution républicaine de 1963 laisse le pays dans le Commonwealth. Lors des élections de 1965, l'Alliance nationale nigériane (Nigerian National Alliance), parti conservateur Yoruba, allié à d'autres conservateurs Haoussas, l'emporte largement sur la Grande Alliance progressiste unie (United Progressive Grand Alliance ou UPGA), parti progressiste Ibo, allié à des progressistes Haoussas. Considérant que les votes sont frauduleux, des officiers Igbos à tendance gauchisante renversent alors le gouvernement et placent le général Johnson Aguiyi-Ironsi à la tête de l'État le 15 janvier 1966. Ironsi met fin le 24 mai 1966 au fédéralisme et renforce la domination de la capitale, mais les tensions s'attisent dans le pays,. Une rébellion anti-Ibos éclate cinq jours plus tard dans le Nord, déclenchant un exode massif vers la province de l'Est. Selon Jean Guisnel, « les massacres provoquent plus de 30 000 morts jusqu'en octobre »,.

### Dictature de Yakubu Gowon (1966-1975)

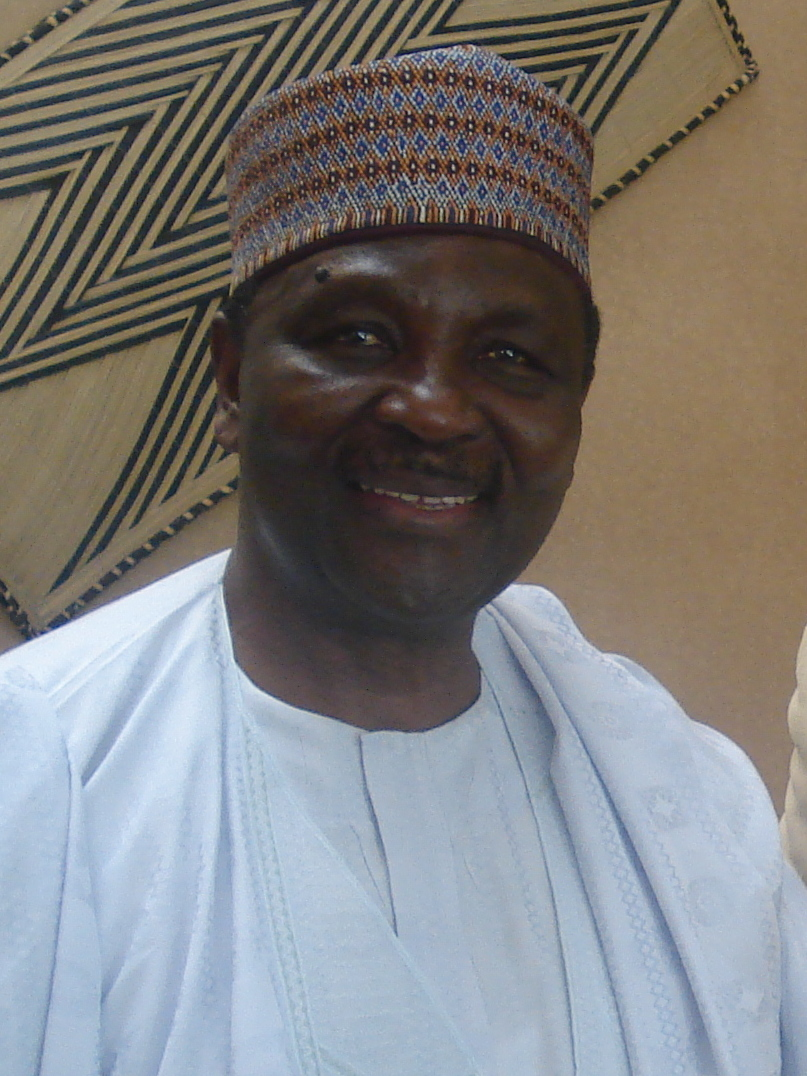
Yakubu Gowon

Ironsi est assassiné le 29 juillet 1966, et un autre coup d'État instaure un gouvernement fédéral militaire. La junte, en majorité musulmane, place à la tête de l'État un chrétien, le général Yakubu Gowon (1934-), avec pour mission de rétablir la paix dans le pays et un régime civil à son gouvernement. Mais dans le Nord du pays, en majorité peuplé de musulmans, des persécutions et des pogroms sont perpétrés sur des Igbos, ethnie chrétienne, malgré les tentatives de Lagos de ramener le calme[réf. nécessaire]. Le général Gowon modifie les structures administratives du pays, ce qui suscite l'opposition des Ibos, qui perdent le pétrole, qui est présent principalement à l'est du Delta, et est l'objet d'exploitations par les compagnies britanniques Shell et British Petroleum (BP).
Odumegwu Emeka Ojukwu, le gouverneur militaire de la région de l'Est, fief des Igbos, refuse alors de reconnaître l'autorité de Yakubu Gowon et la tension monte entre chrétiens et musulmans, plaçant le pays au bord de la guerre civile. En janvier 1967, l'accord d'Aburi (en) est proposé au Nigeria au terme d'une médiation ghanéenne. Il prévoit l'abandon de la division du pays en régions afin d'instaurer une république fédérale composée de douze États. Le général Gowon propose de son côté un nouveau découpage administratif qui aurait privé les Igbos de la grande partie des ressources pétrolières. Ojukwu rejette ces propositions et déclare que tous les revenus générés dans la région de l'Est seront réquisitionnés par le gouvernorat en termes de réparation au coût du déplacement des dizaines de milliers d'Igbos fuyant le Nord.

#### Guerre du Biafra (1967-1970)
Les Ibos, ethnie majoritaire de l'est du pays, sont alors victimes de représailles raciales sanglantes qui aboutissent en 1967 à la sécession de la république du Biafra. S'ensuit la terrible guerre du Biafra, qui s'achève par une capitulation des indépendantistes le 12 janvier 1970.

Le président américain Jimmy Carter et Olusegun Obasanjo en 1978

#### La société nigériane sous le régime de Yakubu Gowon
La rébellion du Biafra réduite, le général et chef de l'État Gowon fait tout pour mettre fin aux massacres et aux règlements de comptes post-guerre civile. Placé à la tête d'un Conseil militaire suprême composé des gouverneurs militaires des douze États, il promet de rétablir la démocratie et de lever l'interdiction des activités politiques. En 1972, le Nigeria adopte aussi la conduite à droite, comme ses voisins. Le 1er octobre 1974, Yakubu Gowon revient en arrière sur sa promesse de rétablir la démocratie, devant, dit-il, « des signes de rivalités politiques ». Il s'engage par contre à lutter davantage contre la corruption et à prendre des mesures en faveur de l'agriculture. Mais ça ne suffit pas. Il est destitué le 29 juillet 1975, sans un coup de feu, alors qu'il est à la conférence des chefs d'État et de gouvernement de l'Organisation de l'unité africaine à Kampala.
Le pays, dont le chef de l'État vient d'être destitué, est devenu le huitième producteur mondial de pétrole, ce qui génère un excédent de sa balance commerciale de plus de 4 milliards de nairas. Son produit national brut croit également. Ces revenus favorisent une large corruption.

### Retour chaotique à la démocratie (1975-1983)
En 1975, le nouveau coup d'État, mené sans effusion de sang, amène Murtala Muhammed (1938-1976) au pouvoir. Il promet lui-aussi un retour rapide à la démocratie, mais il est tué dans un coup d'État avorté et est remplacé par son second Olusegun Obasanjo.
Une nouvelle constitution est établie en 1977 et les premières élections ont lieu en 1979, gagnées par Shehu Shagari.
Le suffrage universel est étendu à toutes les femmes du pays pour le scrutin de 1979. Auparavant, certaines femmes pouvaient déjà voter, mais dans des cas particuliers : ainsi pour l'élection municipale de Lagos en 1950 puis en 1951 au niveau national mais sous condition de ressources (suffrage censitaire). Plusieurs militantes s'impliquent particulièrement pour obtenir le droit de vote pour toutes les Nigérianes, comme Elizabeth Adekogbe, Funmilayo Ransome-Kuti et Margaret Ekpo. En 1959, le suffrage censitaire est aboli dans le sud du pays mais reste en vigueur dans le nord, marqué par le poids de la religion musulmane. La constitution de 1979 interdit finalement toute forme de « discrimination de sexe » au niveau national mais l'engagement politique des femmes reste ensuite minime.

### Retour de la dictature (1983-1999)
Un nouveau coup d'État en 1983 replonge le pays sous la dictature du conseil militaire suprême.
Wole Soyinka devient en 1986 le premier Prix Nobel de littérature africain noir. Cette consécration va encourager l'émergence d'un gisement d'écrivains nigérians, dont de nombreuses femmes comme Chimamanda Ngozi Adichie, Helen Oyeyemi, etc..
Au début des années 1990, le delta du Niger, riche en pétrole, devient le théâtre de violents affrontements entre les minorités ethniques locales, qui accusaient l’entreprise pétrolière Shell de porter atteinte à leur culture et leur environnement, et les forces de sécurité nigérianes chargées de protéger les installations pétrolières. En 1993, le Mouvement pour la survie du peuple Ogoni, dirigé par l'écrivain Ken Saro-Wiwa, réussi à mobiliser des dizaines de milliers de personnes contre Shell. La situation devient une cause de mobilisation internationale, obligeant le numéro un mondial du pétrole à cesser sa production. Afin de la relancer, le gouvernement du général Sani Abacha déclenche une répression meurtrière. Des centaines d'Ogonis sont emprisonnés et, dans certains cas, exécutés sommairement. Deux ans plus tard, Ken Saro-Wiwa et huit militants ogoni sont exécutés. Depuis lors, Shell a admis avoir été "forcée" de payer directement les forces de sécurité nigérianes pour reprendre le contrôle de la région.
Le 12 décembre 1991, Abuja devient la capitale du pays, se substituant dans ce rôle à Lagos. C'est l'aboutissement d'un projet lancé en 1975. Lagos est le principal port du pays, un centre économique et industriel, le premier marché de l'emploi. C'est une ville excentrée dans le sud du pays, insalubre, surpeuplée, et en plus, identifiée à un groupe ethnique qui y est prédominant, les Yorubas.
Le site choisi pour servir de capitale fédérale est au centre du Nigeria, à la limite de quatre États. Il est dans une zone située entre les régions chaudes et humides du Sud, et les régions plus arides du Nord. Quatre grandes rivières assez proches garantissent un approvisionnement correct en eau. Comme se plait à le répéter le ministre chargé de ce projet de nouvelle capitale fédérale, c'est « la première capitale d'Afrique construite sur un terrain vierge »,.
En 1993, après des élections annulées par le gouvernement militaire, le général Sani Abacha arrive à la tête de l'État. À sa mort soudaine en 1998, Abdulsalami Abubakar prend le pouvoir et rétablit la constitution de 1979.

### Nigéria contemporain, démocratique et sous pression islamiste (1999-présent)

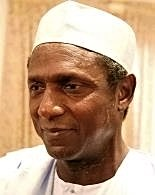
Umaru Yar'Adua

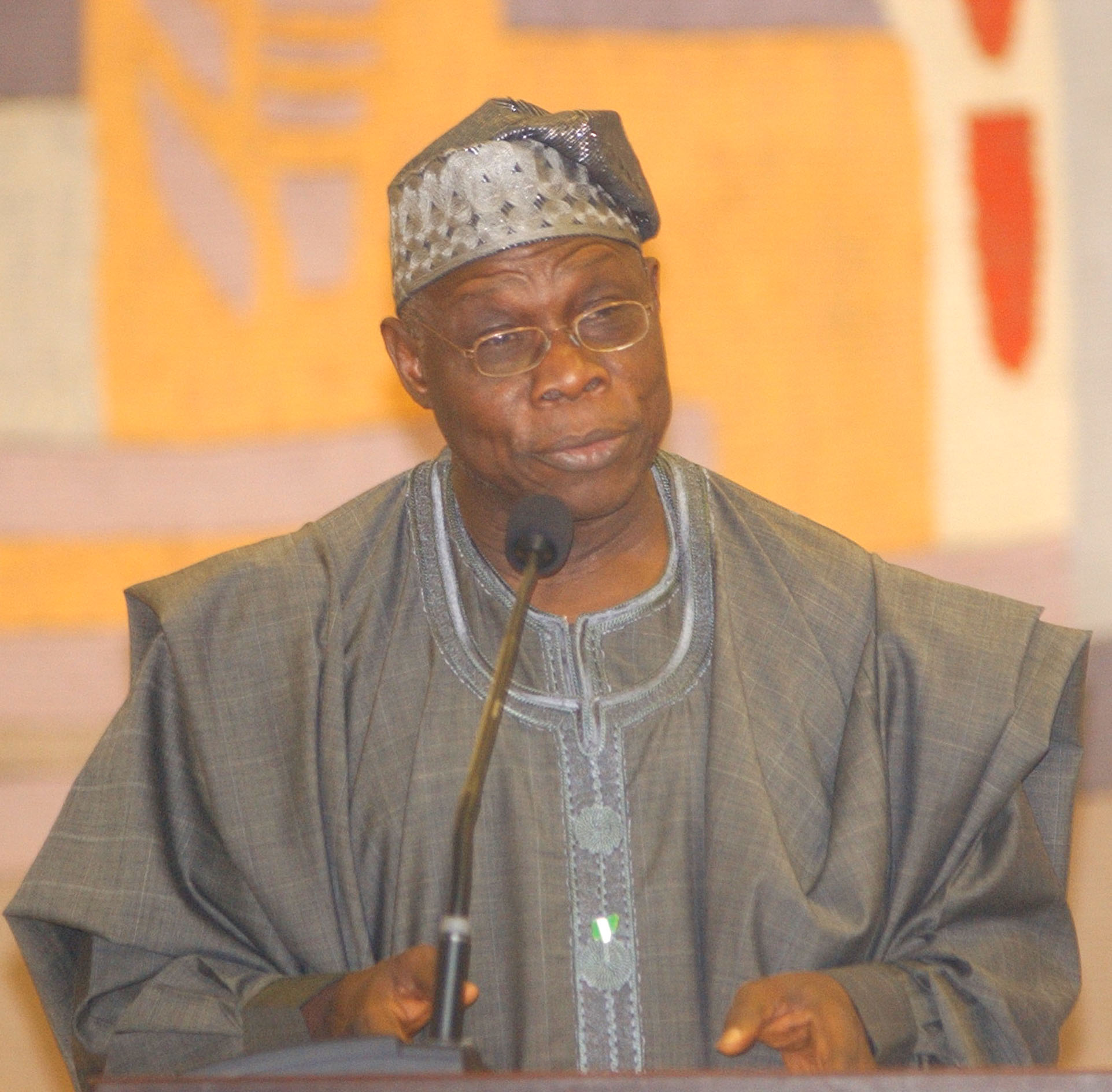
Olusegun Obasanjo

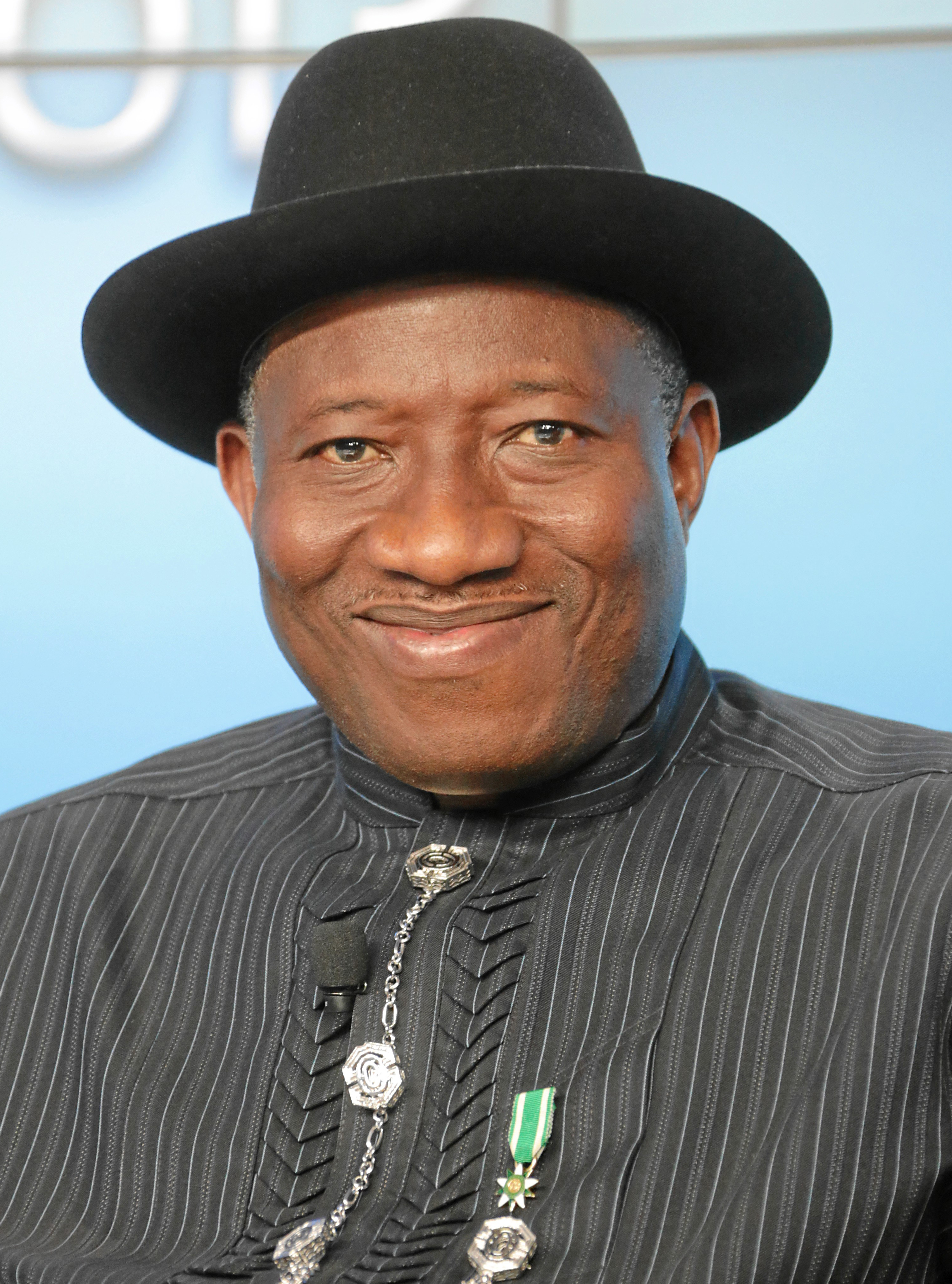
Goodluck Jonathan

#### Vie politique
En 1999, les premières élections démocratiques depuis 16 ans sont gagnées par Olusegun Obasanjo (1937-), qui est réélu lors des turbulentes élections de 2003. En 2007 des élections une nouvelle fois agitées amènent au pouvoir le successeur désigné d'Olusegun Obasanjo : Umaru Yar'Adua (1951-2010), qui décède le 5 mai 2010. Son vice-président Goodluck Jonathan (1957-) lui succède alors.

#### Menace salafiste de Boko Haram et de l'État islamique en Afrique de l'Ouest
- Insurrection de Boko Haram

Depuis 2002 et plus particulièrement depuis 2009, le gouvernement nigérian est confronté, au nord-est du pays, au mouvement terroriste Boko Haram. Ce mouvement salafiste, prônant un islam radical et rigoriste, est à l'origine de nombreux attentats et massacres à l'encontre des populations civiles. L'année 2014 est marquée par la montée en puissance du groupe, qui kidnappe notamment plus de 200 lycéennes, provoquant des réactions d'indignations mondiales. Début 2015, Boko Haram rase plusieurs villes et villages du nord-est du pays. Cette série d'attaques pousse les voisins du Nigéria, le Tchad, le Niger et le Cameroun à intervenir contre la secte islamiste. En 2015, Boko Haram fait allégeance à l'État islamique.
Entre 2011 et 2018, le bilan humain de ce violent conflit a été estimé à 37 530 morts.
Le groupe État islamique en Afrique de l'Ouest prend également part à l'insurrection djihadiste dans le nord-est du Nigeria. En août 2018, Mamman Nour, le numéro 2 de l'organisation, accusé d'être trop modéré, est assassiné par d'autres membres de l'EIAO et les partisans d'une ligne plus dure reprennent le dessus,. Le groupe s'en prend alors de plus en plus aux civils. Le 26 décembre 2019, le groupe diffuse notamment une vidéo montrant l'exécution par balles de 11 chrétiens.
En novembre 2020, au moins 110 civils sont tués par des jihadistes présumés dans l'État de Borno sans que le massacre ne soit revendiqué par l'un des deux groupes.

#### Situation économique au milieu des années 2010 et élection d'un nouveau président
En 2013, le Nigeria devient aussi la première économie d'Afrique, avec un Produit intérieur brut de 510 milliards de dollars, dépassant l'Afrique du Sud, même si ce dernier pays reste en tête pour ce qui est du PIB par habitant.
À la suite de l'élection présidentielle de 2015, Muhammadu Buhari est élu. C'est la première fois dans l'histoire contemporaine du Nigéria qu'une transition à la tête de l'État se fait de façon démocratique.

#### Manifestations #EndSARS
En octobre 2020, le pays est secoué par d'importantes manifestations protestant contre l'oppression et la brutalité policières – connues nationalement, et mondialement, sous le nom de #EndSARS (abréviation de “End Special Anti-Robbery Squad”). Ce mouvement populaire est violemment réprimé par les autorités.